# Сосновка (Бурабайський район)
Сосно́вка (каз. Сосновка) — село у складі Бурабайського району Акмолинської області Казахстану. Входить до складу Катаркольського сільського округу.
Населення — 191 особа (2021; 198 у 2009, 268 у 1999, 256 у 1989).
Національний склад станом на 1989 рік:
- росіяни — 46 %.